# Isolepis hystrix
Isolepis hystrix là loài thực vật có hoa trong họ Cói. Loài này được (Thunb.) Schrad. mô tả khoa học đầu tiên năm 1832.